# デスパレート (2011年の映画)
『デスパレート』（Dans la tourmente）は2011年のフランスの犯罪アクション映画。監督はクリストフ・ルッジア、出演はクロヴィス・コルニアックとイヴァン・アタルなど。勤め先の工場が夜逃げ同然で閉鎖されることを知り、工場に用意された現金を奪おうと企てた工員たちの運命を描いている。2011年11月7日にカナダのシネマニア映画祭で初上映された。
日本では劇場未公開だが、2013年6月12日にWOWOWで放送された。

## ストーリー
工場に勤めるフランクとその仲間たちは、リストラを進める経営者への意思表明として工場爆破で脅迫することを決める。その準備のために、勤務中の休憩を装って密かに場所の下見をしていたフランクは、社長シャルリエが夜逃げ同然で工場を閉鎖しようとしていること、そしてワイロに使う予定だった200万ユーロが工場内に残されていることを知る。生活苦に悩むフランクは、脅迫計画を取り止め、仲間たちとその200万ユーロを強奪しようと考えるが、フランクと行動を共にしたのは3年前に工場をクビになった親友のマックスだけだった。
フランクとマックスは計画通りに現金を強奪することに成功する。ところが、シャルリエを恨むマックスはその場でシャルリエを射殺、更に逃げ出す途中に出くわした警備員をも射殺してしまう。こんなはずではなかったと怒るフランクに対し、妻に捨てられ、職もなく自暴自棄になっていたマックスは後悔していないと言う。
フランクは、山分けした金を家の近くに埋めると、翌朝、妻エレーヌとともに、その金を偶然見つけたふりをする。怪しんだエレーヌが密かに警察に通報しようとすると、そこにマックスが現れて止めに入ったことから、エレーヌはフランクとマックスが強盗を働いたことを知る。一方、警察はマックスを容疑者として追う。しかし、逮捕寸前でその場に現れた国内情報中央局によってマックスは逃がされる。国内情報中央局はフランクとマックスが盗んだバッグに入っていた書類の行方を追っており、そのためにマックスを生かしたまま泳がせることにしたのだ。フランクはマックスからの連絡で書類を探すが、バッグを捨てた場所からはDVDメディアのみが見つかる。エレーヌとともにDVDの中身を確認すると、そこにはシャルリエが密かに撮影していたマリー外務大臣の汚職の証拠となる映像が収められていた。
マックスはフランクと落ち合う約束の入り江にやって来る。そこまではマックスを生かしたままにしていた国内情報中央局も、書類の在処を知ると見られるフランクが現れたことで用のなくなったマックスを容赦なく射殺する。エレーヌがバッグを密かに入り江の洞窟に隠す一方、フランクは国内情報中央局に捕らえられ、暴行を受ける。その姿を遠くから目撃したエレーヌは、電話で汚職の証拠映像をマスコミに流すと脅迫し、夫を解放させる。

## キャスト
- フランク・カサンティ: クロヴィス・コルニアック - 工員。
- マックス・フォーレ: イヴァン・アタル - フランクの友人。3年前に工場をクビに。
- エレーヌ: マティルド・セニエ（フランス語版） - フランクの妻。
- ロール: セリーヌ・サレット - マックスの別れた妻。
- 国内情報中央局長: マルク・ブリュネ（フランス語版） - 盗み出された書類の行方を追う。
- アンリ: ジャン＝フィリップ・メイヤー - フランクの同僚で友人。

## 作品の評価
アロシネによれば、フランスの23のメディアによる評価の平均点は5点満点中3.0点である。